# 汾河街道
汾河街道，是中华人民共和国山西省临汾市尧都区下辖的一个乡镇级行政单位。

## 行政区划
汾河街道下辖以下地区：
行政管理学校社区、枆淇村、新东村、新西村和南庄村。